# Вольный остров (присоединён к Гутуевскому острову)
Это статья об острове, присоединённом к Гутуевскому острову. В дельте Невы существовал ещё один Вольный остров, присоединённый к острову Декабристов.
Во́льный (Кру́глый) остров — не существующий в настоящее время остров в дельте Невы на территории Санкт-Петербурга.

## История
В 1920—1960-е годы после засыпки реки Ольховки, Межевого канала и части Нового канала слился с расположенным севернее Гутуевским островом. В настоящее время — промышленная и портовая зона.